# اغیل (ترکیه)
اغیل (به ترکی استانبولی: Eğil) یک منطقهٔ مسکونی در ترکیه است که در استان دیاربکر واقع شده‌است.